# RYUTist
RYUTist（りゅーてぃすと）は、新潟県新潟市中央区古町を拠点として活動する日本の3人組女性アイドルグループである。「ご当地アイドル殿堂入り」。
2024年12月1日に無期限活動休止。

## 概要
新潟市・古町の活性化を目指し、新潟県内で専門学校を展開するNSGカレッジリーグ系列の「SHOW！国際音楽エンタテイメント専門学校」がオーディションを開催し結成された。
同校の柳都オレンジスタジアムをHOMEと称し、不定期でライヴ「HOMELIVE」を行った。
グループ名は「柳都（=新潟市）」という言葉に「アーティスト」を加えたもので、「新潟のアーティスト」というような意味である。また、「新潟を大切に活動していきたい」という思いも込められているという。
各種アイドルイベントの他、「新潟県産牛乳」のイメージキャラクターや、新潟うまさぎっしり大使などとして新潟県内外の特産品展などのイベントにも出演した。

## 略歴

### 2011年
- 5月29日、オーディションにより5名が選抜され結成。
- 7月24日、ファーストライヴ開催。212名の観客を動員。
- 10月8日、初の外部イベントとして古町どんどんに出演。

### 2012年
- 3月、映画「ペーパーロード」（松本卓也監督）に出演。
- 3月31日 - 4月1日、日本カワイイ博 in NIIGATAのオープニングアクトを務める。
- 4月1日、1stシングル「RYUTist! 〜新しいHOME〜」リリース。
- 5月-、「新潟県産牛乳」のイメージキャラクターとしてラジオCMやイベントに出演。
- 8月4日 - 5日、「TOKYO IDOL FESTIVAL 2012」に出演。
- 9月5日、カラフル･ミルクの収録された「IDOL PARADE vol.1」がリリースされる。
- 11月18日、ゆりり卒業。
- 12月、新潟うまさぎっしり大使に起用される。
- 12月24日、2ndシングル「Beat Goes On! 〜約束の場所〜」リリース。
- 12月29日、1stシングルから「ラリリレル」が第1回アイドル楽曲大賞2012楽曲部門の10位に選ばれる。

### 2013年
- 3月、「カラフル・ミルク」が、新潟県の UX新潟テレビ21 放送の ローカルTV番組「ヤンごとなき!」の3月度エンディングテーマとなる。
- 3月20日、タワーレコード渋谷店にてグループ初となる東京でのワンマンライヴ、「アイドル三十六房 Presents RYUTist東京初ワンマンライブ“HOME LIVE #78”」を開催。
- 3月31日、前年に引き続き日本カワイイ博 in NIIGATAのオープニングアクトを務める。
- 4月1日、オンラインショップ開設。
- 4月1日、新潟県観光協会主催『うまさぎっしり新潟』応援隊に任命。
- 5月26日、6か月連続Single CDリリース第1弾「哲学するのだ」リリース。
- 6月、佐野元春ミュージック・クリップコンテスト「世界は慈悲を待っている」にて佐野元春賞を受賞[2]。
- 6月14日、第65回全国植樹祭の応援隊長に任命される。
- 6月29日、6か月連続Single CDリリース第2弾「おむすび」リリース。
- 7月28日、「TOKYO IDOL FESTIVAL 2013」に出演。
- 7月28日、6か月連続Single CDリリース第3弾「どっぺり坂」リリース。
- 8月5日、『NHK あまちゃん』のリアル GMT 新潟サポーターに就任。
- 8月10日 - 11日、2周年記念ライブにあわせ「24時間りゅ～すとり～む」配信。
- 8月11日、2周年記念ライブ「RYUTist HOME LIVE#87 -Zero and Perfect Moon〜変わらない想い〜-」開催。
- 8月25日、6か月連続Single CDリリース第4弾「Bitter Pain, Sweet Revenge」リリース。
- 9月29日、6か月連続Single CDリリース第5弾「嵐は日曜日」リリース。
- 10月27日、6か月連続Single CDリリース第6弾「柊」リリース。

### 2014年
- 4月1日、NHKが展開する『恋する地元キャンペーン』新潟代表に選出。
- 6月1日、第65回全国植樹祭にいがた2014 に応援隊として出演。
- 8月9日 - 10日、「27時間りゅ～すとり～む」を配信。「RYUTist 3rd anniversary live」開催。
- 8月13日、3rdシングル「Wind Chime!〜街のトンネル〜」リリース。
- 8月16日、「南波一海のアイドル三十六房 Presents RYUTist ワンマンライブ」開催。
- 11月16日、「永井ルイとRYUTist」開催。
- 11月18日、ローソンプレゼンツ7県合同ジモドルフェスタ2014WINTERキャンペーン』RYUTist考案のスイーツが販売。

### 2015年
- 3月10日、「夏の魔法」収録のコンピレーション・アルバム『Japan Idol File 2』発売。
- 4月1日、UX新潟テレビ21『Team ECO』2015年度公式テーマソングにRYUTist「ランファン」「Winter merry go round」が採用。
- 8月8日 - 9日、「30時間りゅ〜すとり〜む」配信。
- 9月5日、「amiina×RYUTist presents WonderTraveller!!! NIIGATA」をRYUTO SHOW!CASE!!にて開催。
- 8月14日、1stアルバム『RYUTist HOME LIVE』リリース。
- 8月29日、神奈川・横浜アリーナにて開催の「＠JAM EXPO 2015」に出演。
- 11月17日、4thシングル「Winter merry go round」リリース。
- 11月28日、大阪にて開催の「タワーレコード梅田NU茶屋町店インストア ～「SELL NU IDOL～ Part3 ＆4」前夜祭イベント～」に出演。
- 12月23日、東京・新宿MARZにて開催の「第1回ナカGフェス」に出演。

### 2016年
- 4月17日、「RYUTist HOME LIVE #174」をもって、わっかーが学業専念のため卒業[3]。
- 4月18日、これまでソロで活動していた同じ事務所所属の「みくちゃん」こと横山実郁が、新メンバーとして加入[4]。
- 7月、佐渡金銀山世界遺産登録推進シンボルソングに起用。
- 7月12日、タワーレコード内に設立された南波一海主催のレーベル「PENGUIN DISC」への参加を発表[5]。
- 7月23日 - 24日、「27Hりゅ〜すとり〜む 〜5年も続くって誰がおもったか!!〜」配信[6]。
- 7月24日、「RYUTist HOME LIVE #183 ～5th Anniversary Live～」を新潟・Live House 新潟SHOW!CASE!!にて開催。
- 8月2日、2ndアルバム『日本海夕日ライン』リリース[7]。
- 8月7日、東京・お台場/青海周辺エリアにて開催の「TOKYO IDOL FESTIVAL 2016」に出演。
- 8月8日、東京・タワーレコード新宿店7Fイベントスペースで開催された「PENGUIN DISC」のお披露目イベントに出演[8]。
- 8月14日、RYUTistメンバー出演の、ナカG主催によるカフェイベント「nakaGcafe」をTOKYO CULTURE CULTUREにて開催。
- 9月3日、PENGUIN DISC presents「ハコイリ♡ムスメ×RYUTist」を柳都 SHOW!CASE!!にて開催[9][10]。
- 9月18日、「日本海夕日ラインフェスティバル」を新潟・Live House 柳都SHOW!CASE!!にて開催。
- 9月25日、千葉・幕張メッセにて開催の「＠JAM×ナタリー EXPO 2016」に出演。
- 11月22日、東京・新宿ReNYにて開催の「第2回ナカGフェス」に出演。
- 12月29日、PENGUIN DISC presents「ハコイリ♡ムスメ×RYUTist」東京公演をAKIBAカルチャーズ劇場にて開催[11]。

### 2017年
- 4月、新潟県労働金庫 新潟ろうきんテレビCMキャラクターに起用。
- 4月22日、ザ・ペンフレンドクラブとのスプリット7インチ・シングル「ふたりの夕日ライン/8月の雨の日」を、レコード・ストア・デイ限定商品でリリース。A面の「ふたりの夕日ライン」は、ザ・ペンフレンドクラブの演奏でRYUTistが歌う未発表バージョン[12]。
- 5月14日、新潟ろうきんTVCMタイアップソング 「フレ！フレ！フレ！」リリース。
- 7月29-30日、「みんなでつくる27時間りゅ〜すとり〜む」配信。
- 7月30日、グループ結成6周年記念ライブ「RYUTist HOME LIVE〜6th anniversary〜」を新潟・Live House 新潟SHOW!CASE!!にて開催[13]。
- 8月1日、PENGUIN DISCより3rdアルバム『柳都芸妓』リリース[13][14]。
- 8月6日、東京・お台場/青海周辺エリアにて開催の「TOKYO IDOL FESTIVAL 2017」に出演。
- 8月13日、埼玉・所沢航空記念公園にて開催の「ハコムス野外音楽会SP〜ハコムス×RYUTistのサマーパーティー!!〜」に出演。
- 8月20日、千葉・幕張メッセにて開催の「SUMMER SONIC 2017」に出演。
- 8月26-27日、神奈川・横浜アリーナにて開催の「＠JAM EXPO 2017」に出演。
- 9月17日、「第2回日本海夕日ラインフェスティバル」を柳都SHOW!CASE!!にて開催。
- 10月19日、東京・新宿ReNYにて開催の「第3回ナカGフェス」に出演。
- 11月、新潟県赤十字血液センター「献血応援隊長」に任命。
- 12月30日、「柳♡箱のともだち！ 東京編」を東京・AKIBAカルチャーズ劇場にて開催。

### 2018年
- 1月21日、「柳♡箱のともだち！新潟編」を新潟・Live House 柳都SHOW!CASE!!にて開催。
- 1月23日、ハコイリ♡ムスメとのコラボユニット・柳♡箱（RYUTistとハコイリ♡ムスメ）によるコラボシングル「ともだち」をリリース[15]。
- 2月12日、新潟・GOLDEN PIGS BLACK STAGEにてGANG PARADEとのツーマンライブ「新潟PARK」を開催[16]。
- 3月、川内自動車「ケイバッカ」テレビCMキャラクターに横山実郁が起用。
- 5月15日、5thシングル「青空シグナル」をPENGUIN DISCよりリリース。2015年11月発売の4thシングル「Winter merry go round」以来となる全国流通のシングル[17][18]。
- 6月30日、大阪・FANJ twiceにて開催されるamiinAの主催イベント「WonderTraveller!!! OSAKA」に出演[19]。
- 7月、新潟県赤十字血液センター テレビCMキャラクター起用。
- 7月10日、ハコイリ♡ムスメ通算2枚目の全国流通シングル「エトワールを夢みて」リリース。カップリングには柳♡箱の「皆さん、Love&Peaceです!」を収録[20]。
- 7月22日、新潟・万代シテイパークにて開催の「Yes I Do Niigata Music Festival」出演。
- 8月1日、東京・青山 月見ル君想フで行われるサクライケンタ主宰の音楽制作会社・ekomsのライブイベント「ekoms presents “夜明けの月と煙 vol.21”」に出演[21]。
- 8月4日、東京・お台場/青海周辺エリアにて開催の「TOKYO IDOL FESTIVAL 2018」に出演。
- 8月5日、東京・AKIBAカルチャーズ劇場にて開催の「柳♡箱とぱいぱいでか美の『皆さん、Love&Peaceです!』」出演。
- 8月18日、グループ結成7周年記念ライブ「RYUTist HOME LIVE 〜7th Anniversary Live〜」を新潟・NIIGATA LOTSで開催[22]。
- 8月18日、7inchシングルレコード「日曜日のサマートレイン」リリース。
- 8月26日、神奈川・横浜アリーナにて開催の「＠JAM EXPO 2018」に出演。
- 10月、新潟県中古自動車販売協会 JU新潟テレビCMキャラクターに起用。
- 10月7日、新潟県赤十字血液センターTVCMタイアップソング 「未来はプリズム」リリース。
- 10月17日、東京・新宿ReNYにて開催の「第4回ナカGフェス」に出演。
- 11月20日、6thシングル「黄昏のダイアリー」をPENGUIN DISCよりリリース[23][24][25]。
- 11月25日、RYUTist7周年を記念した東京でのワンマンライブ「RYUTist HOME LIVE 7th Anniversary 東京編」を東京・新宿ReNYにて開催[26]。
- 12月、北陸酪連「新潟県産牛乳」テレビCMキャラクターに横山実郁が起用。
- 12月22日、ザ・ペンフレンドクラブとのスプリットシングルCD「Christmas Delights」をライブ会場で販売。
- 12月30日、「柳♡箱の年末スペシャルライブ！～ともだちのその先へ♡～」を東京・AKIBAカルチャーズ劇場にてハコイリ♡ムスメと開催。

### 2019年
- 3月31日、JU新潟テレビCMタイアップソング「Groovy Drive」リリース。
- 4月20日、RYUTist presents 「 HI, HOW ARE YOU with ayU tokiO 」ライブを東京・月見ル君想フで開催。ゲストayU tokiO。
- 4月23日、7thシングル「センシティブサイン」をリリース[27][28][29]。
- 5月4日、RYUTist presents 「 HI, HOW ARE YOU with tipToe. 」ライブを東京・TSUTAYA O-WESTで開催。ゲストtipToe.。
- 5月26日、RYUTist presents 「 HI, HOW ARE YOU with  tipToe. & nuance」ライブを新潟・柳都オレンジスタジアムで開催。ゲストtipToe.、nuance。
- 6月1日、RYUTist presents 「 HI, HOW ARE YOU with SOLEIL 」ライブを東京・新宿MARZで開催。ゲストSOLEIL。
- 7月24日、7inchアナログ「Majimeに恋して」をリリース[30]。
- 8月3-4日、東京・お台場/青海周辺エリアにて開催の「TOKYO IDOL FESTIVAL 2019」に出演。
- 8月11日、グループ結成8周年記念ライブ「RYUTist HOME LIVE 〜8th Anniversary〜 @SHIBUYA CLUB QUATTRO」を東京・渋谷CLUB QUATTROで開催[31][32][33]。
- 8月25日、神奈川・横浜アリーナにて開催の「＠JAM EXPO 2019」に出演。
- 9月15日、「ハコイリ♡ムスメとRYUTistのSummerParty2019」を福島・スパリゾートハワイアンズビーチシアターにて開催。
- 9月22日、東京・新宿BLAZEにて開催の桜エビツーマンライブvol.2「Songs connect people ～目指せ、世界平和～ with RYUTist」に出演、桜エビ〜ずと共演[34]。
- 9月23日、『ハコイリ♡ムスメとRYUTist「ともだち〜きみに出会えてよかったな〜」』を東京・青山 月見ル君想フにて開催。
- 10月29日、8thシングル「きっと、はじまりの季節」をリリース[35]。
- 11月10日、RYUTist presents「HI, HOW ARE YOU with 加納エミリ ＆ ℃-want you!」ライブを新潟・新潟SHOW!CASE!!で開催。ゲスト加納エミリ・℃-want you!。
- 11月24日、RYUTist presents「HI, HOW ARE YOU with Magic, Drums & Love」ライブを東京・TSUTAYA O-Crestで開催。ゲストMagic, Drums & Love。
- 11月27日、東京・TSUTAYA O-EASTにて開催のタワーレコード40周年記念イベント「Pop’n アイドル04」に出演（共演：アンジュルム・私立恵比寿中学・GANG PARADE）[36]。
- 11月30日、RYUTist presents「HI, HOW ARE YOU with クマリデパート」ライブを東京・赤羽ReNY alphaで開催。ゲストクマリデパート。
- 12月15日、RYUTist presents「HI, HOW ARE YOU with ヤなことそっとミュート」ライブを大阪・大阪MUSEで開催。ゲストヤなことそっとミュート。

### 2020年
- 7月14日、4thアルバム『ファルセット』をリリース[37]。
- 10月24日、RYUTist Online Live 「ファルセットよ、響け。」を配信。

### 2021年
- 5月9日、配信シングル「水硝子」をリリース。
- 7月24日、結成10年を迎えて日本ご当地アイドル活性協会より『ご当地アイドル殿堂入り』に認定された[38]。
- 8月2日、FM NIIGATAにて「RYUTist 東港線もどかしルーム」（毎週月曜21:30-21:55）が開始。
- 8月9日、有観客ライブ「10th Anniversary RYUTist  “HALL” LIVE @りゅーとぴあ 劇場」を新潟・新潟市民芸術文化会館 劇場にて開催。
- 8月10日、配信シングル「パーティーを続けよう！」をリリース。

### 2022年
- 8月10日、配信シングル「うらぎりもの／しるし」をリリース。
- 10月5日、配信シングル「朝の惑星」をリリース。
- 11月22日、5thアルバム『（エン）』をリリース。

### 2023年
- 1月25日、佐藤乃々子が同年4月2日をもって卒業することを発表。以降は宇野友恵、五十嵐夢羽、横山実郁の3人体制での活動となる。また同日、4人体制の集大成としてのライブツアーである、RYUTist SEASON3 LAST TOUR「会いにいきます」の開催も発表された。
- 1月28日、ライブ「RYUTist ACOUSTIC HOME LIVE at GIOIA MIA」を新潟 ジョイア・ミーアにて開催。
- 3月11日-4月2日、ライブ「RYUTist SEASON3 LAST TOUR『会いにいきます』」を大阪・東京・仙台・新潟の4公演開催。4月2日の新潟公演をもって佐藤乃々子が卒業。[39]
- 4月1日、新潟・古町モール7番町にて、「佐藤乃々子卒業LIVE前夜祭」を開催。RYUTistの他、ゲストに君島大空、柴田聡子を迎えた。さらにスペシャルゲストとしてNegicco[注 1]が出演した。
- 4月2日から5月7日まで、ベストアルバム「RYUTist 2011-2023」の受注生産販売の予約を実施。[40]

- 4月14日、タワーレコード渋谷店B1F CUTUP STUDIOにて、イベント「南波一海のアイドル三十六房特別編～RYUTist新体制初ライブ＆トーク・スペシャル～」に出演。[41]

- 5月6日、ライブ「RYUTist LIVE SEASON4"はじまりの季節"＠青山RizM」を開催。[42]
- 5月22日、SMTKのライブ「限界晩春破裂宴in新潟2023」にゲスト出演。[43]
- 6月17日、イベント「古町どんどん」に出演。
- 6月18日、イベント「YATSUI FESTIVAL! 2023」に出演。[44]
- 7月29日、イベント『にいつ鉄道音楽祭「鉄おん」』に出演。
- 8月21日、配信シングル「ターミナル」をリリース。[45]
- 9月8日、ライブ「RYUTist 12th ANNIVERSARY LIVE ＠SHIBUYA PLEASURE PLEASURE」を開催。[46]
- 9月10日、トークイベント「宇野友恵のアフターパーティーは腹八分」を開催。
- 10月9日、舞台「劇団ムー 旗揚げ公演」を開催。
- 10月15日、イベント「古町どんどん」に出演。
- 11月23日、ライブ「RYUTist HOME LIVE #345 横山実郁バースデーライヴ」を開催。
- 11月26日、アコースティックライブ「RYUTist ACOUSTIC LIVE. at duo MUSIC EXCHANGE」を開催。[47]
- 12月3日、ライブ「きゅーアイ的な歌祭りスペシャル」に出演、ワンマンライブ「メンタイ トンコツ イカソーメン」を福岡ポケットにて開催。
- 12月17日、舞台「劇団ムー追加公演 古町女子高校 相撲部物語｣ を開催。
- 12月23日、配信アルバム「RYUTist ACOUSTIC LIVE」をリリース。[48]

### 2024年
- 1月7日、ライブ「RYUTist HOME LIVE #347 五十嵐夢羽バースデーライヴ」を開催。
- 2月27日、配信シングル「君の胸にGunshot」をリリース。
- 3月6日、配信シングル「春風烈歌」をリリース。
- 3月24日、池袋Space emoにて「春風烈歌」発売記念ミニライブを開催。
- 3月25日、SHIBUYA RINGにて「君の胸にGunshot」リリースパーティーを開催。
- 3月25日、FM NIIGATAにて放送されていた「RYUTist 東港線もどかしルーム」が終了。
- 3月30日、イベント「漫画デザイン防風スクリーン除幕式」「新潟駅バスターミナル開業記念式典」に出演。
- 3月31日、イベント「服部フェス2024」に出演。
- 4月3日、シングル「春風烈歌」をリリース。
- 4月5日、タワーレコード新宿店にて「春風烈歌」発売記念イベントを開催。
- 4月6日、タワーレコード錦糸町パルコ店にて「春風烈歌」発売記念イベントを開催。
- 4月7日、立川タクロス タクロス広場にて「春風烈歌」発売記念イベントを開催。
- 4月13日、仙台EbeanS 杜のガーデンテラスにて「春風烈歌」発売記念イベントを開催。
- 4月15日、横山実郁が新潟中央署「一日警察署長」に任命。
- 4月19日、Duo MUSIC EXCHANGEにてイベント「SAKKA FES Vol.01」に出演。[49]
- 4月20日、梅田シャングリラを皮切りにツアーライブ「RYUTist TOUR 2024 "春風" （ハルカゼ）」がスタート。
- ４月27日、仙台MACANAにてツアーライブ"春風" 2公演目を開催。
- 5月3日、SHIBUYA PLEASURE PLEASUREにて ツアーライブ"春風" 最終公演を開催。
- 5月12日、イベント「古町どんどん」に出演。
- 5月26日、ららぽーと立川立飛にてイベント「WASSHOI!ららぽーと立川立飛」に出演。
- 6月2日、ライブ「RYUTist HOME LIVE #349 宇野友恵バースデーライヴ」を開催。
- 6月7日、トークイベント「ハッピーカルチベイトアワー」に宇野友恵が出演。
- 6月9日、横浜公園内横浜スタジアム横 BAYガーデン特設ステージにてミニライブを開催。
- 6月10日、下北沢CLUB Queにて曽我部恵一と共にライブ「RYUTistと曽我部恵一」を開催。
- 6月15日、イベント「YATSUI FESTIVAL! 2024」に出演。
- 6月15日、HMV＆BOOKS SHIBUYAにて「WOOT!」リリース記念インストアイベントを開催。
- 6月16日、タワーレコード錦糸町パルコ店にて「WOOT!」リリース記念インストアイベントを開催。
- 6月30日、道の駅 R290とちお にて1日駅長とトークショーを開催。
- 7月13日、秋葉区総合体育館にて「第1回あきはこども夏まつり2024」に出演。
- 7月28日、ライブ「RYUTist 13th Anniversary Live @NIIGATA LOTS ～柳祭～」を開催。
- 8月24日、ライブ「RYUTist HOME LIVE #351」を開催。
- 9月2日、全員卒業し、無期限活動休止[50]を発表。
- 11月30日、東京CREAM LIVE ASAKUSAにて「RYUTist 浅草通り もどかしルーム」を開催[51]
- 12月1日、渋谷クラブクアトロにてラストライブ「RYUTist LAST HOME LIVE ありがとね、ほんとにね。」を開催し全員卒業・無期限活動休止。その中で新曲3曲を含む現メンバー体制最後のパッケージ作品「RYUTist 2023-2024」の発売が発表された[52]。

### 2025年
- 4月30日、公式サイト、およびRYUTist公式Xが閉鎖された。

## メンバー
| 愛称       | 氏名       | よみ          | 生年月日（年齢）       | 出身地 | メンバーカラー | 備考   |
| ---------- | ---------- | ------------- | ---------------------- | ------ | -------------- | ------ |
| むうたん   | 五十嵐夢羽 | いからし むう | 2001年1月5日（24歳）   | 新潟市 | 緑             |        |
| ともちぃ   | 宇野友恵   | うの ともえ   | 1999年4月1日（26歳）   | 新潟市 | ピンク         |        |
| みくちゃん | 横山実郁   | よこやま みく | 2001年11月24日（23歳） | 長岡市 | 水色           | 最年少 |

- 基本的な立ち位置は、下手（客席からみて左）から五十嵐夢羽・宇野友恵・横山実郁の順。

### 五十嵐夢羽
- 身長は157.2cm[55]
- 2人姉妹で3歳年下の妹がいる[56]
- 新潟の好きなところは「かわいいゆるキャラさんがたくさんいるところ」
- 新潟の好きな食べ物は「佐渡天然ブリカツ丼、新潟タレカツ丼、鯛茶漬け」
- 2011年のゴールデンウィークに家族で出かけた「やすらぎ堤川まつり」で、父が見つけたフライヤーがきっかけとなりオーディションを受けた[57]
- 私立恵比寿中学が好きで、観て勉強している。安本彩花推し。
- 2019年から音楽の専門学校に入学した。[58]
- 「CHEERZ for スゴ得」（NTTドコモ）でコラムを連載していた[59]。
- 新潟アーティストスクールで講師を務めていた。（2023年度末にて卒業）
- 2024年1月からX(Twitter)を開設。
- 情報発信はX(Twitter)が中心。

### 宇野友恵
- 4人兄弟（姉、兄、姉、本人の順番）の末っ子。[60]
- 新潟の好きなところは「山、海、川があって、四季がはっきりしてるところ！」
- 新潟の好きな食べ物は「新潟タレカツ丼」
- ℃-uteを好きな姉の影響でRYUTistオーディションを受けた[61]
- 趣味は読書。Mikikiにて『RYUTist宇野友恵の「好き」よファルセットで届け!』を連載している[62]。
- 本の魅力に気付いたきっかけは新潟市にある「北書店」との出会い。その後イベントで北書店の1日店員を担当したことがある[63]。
- YouTubeにてゲーム専用チャンネルを開設し不定期で配信を行っている[64]
- 情報発信はInstagramが中心。

### 横山実郁
- 新潟の好きなところは「景色がきれい！、おいしいものがたくさん、長岡花火」
- 新潟の好きな食べ物は「お魚、お米、ラーメン、イタリアン、ぽっぽ焼き」
- 小学5年生でオーディションに合格して事務所入り[65]
- 2014年3月9日、ソロ・デビュー
- 2016年4月18日、RYUTistに新メンバーとして加入
- 2017年2月、高校に合格[66]
- 2020年、大学に合格[67]
- 2024年1月、休眠していたInstagramを再開し不定期でインスタライブを行い始めた
- 2024年3月、大学を卒業[68]
- 川内自動車グループ「ケイバッカ」のCMに出演
- 新潟県北陸酪連「新潟県産牛乳」のCMに出演
- TeNYテレビ新潟「想い出喫茶 ヒッソリー」に喫茶店のバイト役でレギュラー出演[69]
- 情報発信はTwitterが中心。
- ソロ・CD「鮫とゾンビ」（2014年10月8日、AtoNO Records、YZAR-14008）
  - 序曲「実郁」
  - するんだもん。
  - 聖凛のミクウィロウ
  - この花の物語
  - 鮫とゾンビ
  - フルーツコミチ

### 旧メンバー
- ゆりり（木村優里、1995年11月3日 - ）メンバーカラーは赤。新潟市出身。2012年11月18日卒業。
- わっかー（大石若奈、1999年7月17日 - ）メンバーカラーはパープル。長岡市出身。2016年4月17日卒業。
- のんの（佐藤乃々子 さとう ののこ、1995年11月24日 - ）元リーダー。メンバーカラーは黄色。新潟市出身。2023年4月2日卒業。

#### 佐藤乃々子
- 新潟の好きなところは「食べ物がすごく美味しいところ」
- 新潟の好きな食べ物は「のっぺ」
- ダンスをしていた姉の影響でオーディションを受けた[70]
- 看護師を目指し高校でも看護師になるための学科に入ったが、RYUTistに専念するため高校3年から普通科に変更した
- 生け花を嗜む
- UX新潟テレビ21「早ミミ探検隊」に不定期出演
- TeNYテレビ新潟「ろうきんpresents 笑顔をつなぐTV 〜もっと知って！ろうきん〜」でナレーションを担当
- 株式会社ZERO STYLEのCMに出演
- 「CHEERZ for スゴ得」（NTTドコモ）でコラムを連載している[59]。
- 新潟アーティストスクールで講師を務める
- 情報発信はAmebaブログが中心。
- 2023年4月2日に新潟テルサで行われた公演をもってグループを卒業した。[注 2]

## エピソード
- 日曜日に「RYUTist HOME LIVE」を新潟市古町の『LIVE HOUSE 新潟SHOW!CASE!!』で開催することが多い[71]。2019年10月時点で開催回数は300回近くに達する。ネット配信も行われる。
- ほとんど全てのライヴにおいて、最後の1曲として「ラリリレル」を披露していた。2019年7月21日の8周年ライヴ新潟編において、最後の一曲としてのラリリレルをやめる旨の発表があった。
- ファーストライヴとなる7月24日以降の1年間、毎週に定期ライヴとして新潟市古町の『LIVE HOUSE 新潟SHOW!CASE!!』でライヴを行うと宣言し、53回の定期ライヴ全てで新曲を披露した。
- 2012年11月25日の#61では全曲新曲ライヴと称し、文字通り全て新曲のライヴを行った。
- そのため持ち歌はカバーを含めると70曲を超え、またそのカバー曲の独自性も一部のファンに根強い人気がある。「杉作J太郎&吉田豪の特濃トークライブ in 新潟」にRYUTistがゲストとして出演した縁もあり、カバー曲の中には吉田からリクエストがあったものもある[72]。
- 当初のHOME LIVEは特に断りがなければ静止画撮影可であったが、新型コロナ流行による中断を経て再開後は不可となった[73]。
- ライヴではほぼ毎回、物販・サイン会・撮影会が行われている。
- メンバーそれぞれがご当地ゆるキャラ好きであることが知られており、2013年のにいがた冬・食の陣のように共演も多い。シングルの帯のコメントにゆるキャラも起用された。
- トークでは、「東京さん」のように人間や生物でないものにも幅広く「さん付け」をするのが特徴。
- 毎年8月下旬頃に北海道西興部村でライヴをしていたが、新型コロナにより中断となった。2023年2月25日、26日に 結成11周年 秋冬ツアー【（エン）】の追加公演という形で3年半ぶりの西興部村公演が行われた。

## 作品

### ベスト盤
| #            | タイトル          | 発売日        | 品番         | 備考 |
| PENGUIN DISC | PENGUIN DISC      | PENGUIN DISC  | PENGUIN DISC | PENGUIN DISC |
| ------------ | ----------------- | ------------- | ------------ | --- |
| 1            | RYUTist 2011-2023 | 2023年7月15日 | PGDC-0014    | 2023年4月2日の『RYUTist SEASON3 LAST TOUR「会いにいきます」 新潟公演』にて発売が発表され、予約が開始された受注生産アルバム。3枚のCDにこれまでのシングル曲を、Blu-rayに【RYUTist SEASON3 LAST TOUR「会いにいきます」 新潟公演】のライブ映像を、同封の12インチレコードにアルバム「(エン)」を収録している。 |
| 2            | RYUTist 2023-2024 | 2025年4月9日  | PGDC-0016    | 2024年12月1日の『RYUTist LAST HOME LIVE ありがとね、ほんとにね。』にて発売が発表され、予約が開始された受注生産アルバム。メンバー3人になってから発売・配信された曲と、未発表の新曲3曲（うち1曲はラストライブで披露された）を収録している。また、同内容の12インチレコードが付属する。 RYUTist活動休止後の2025年5月29日、突如各種配信サービスで配信が開始された。オトトイ6月6日付のSNSのポストでは、【今週のアルバム・ランキング】で一位を獲得した。 |

### 配信リリース
- センシティブサイン (RYUTist × シンリズム× Orangeade LIVE at AFTER 6 JUNCTION Ver.) - 2019年10月2日配信（TBSラジオ「アフター6ジャンクション」にて披露した音源、シンリズム・Orangeadeとのセッション）
- 水硝子 - 2021年5月9日配信
  - 「水硝子」作詞・作曲・編曲：君島大空
  - 「mizugarasu -ウ山あまねremix-」作詞・作曲：君島大空 編曲：ウ山あまね
- パーティーを続けよう！ - 2021年8月10日配信 （配信前日の8月9日に開催された「10th Anniversary RYUTist “ HALL”LIVE ＠りゅーとぴあ 劇場」にて初披露）[75]
  - 「パーティーを続けよう！」作詞・作曲：connie 編曲：北川勝利
- うらぎりもの／しるし - 2022年8月10日配信 
  - 「うらぎりもの」作詞：没 a.k.a NGS 作曲・編曲： 石若駿
  - 「しるし」作詞・作曲・編曲：パソコン音楽クラブ
- 朝の惑星 - 2022年10月5日配信 
  - 「朝の惑星」作詞・作曲・編曲： 君島大空
- 君の胸に、Gunshot - 2024年2月7日配信
  - 「君の胸に、Gunshot」作詞・作曲・編曲：Daigo Sakuragi
- 春風烈歌 - 2024年3月6日配信 
  - 「春風烈歌」作詞・作曲・編曲：曾我部恵一
- WOOT！ - 2024年6月12日配信
  - 「WOOT！」作詞・作曲・編曲：柴田聡子

### 参加作品
- 佐渡金銀山 世界遺産登録推進 シンボルソング&ダンス「佐渡は世界の宝島 〜World Treasure Island SADO〜」[76]（2016年7月）
- N-TRIBE「Yes I Do」（2018年6月6日、作詞：松井五郎 作曲：connie）
- 鈴木恵TRIO「come here my dear」（2019年10月9日、FLY HIGH RECORDS、VSCF-1773）※「花と恋情」「夜行列車」にコーラスで参加

### 映像作品
- ファルセットよ、響け（2020年12月22日、Blu-ray、PGDB-0001）

### 印刷物
- ユリイカ 2024年3月号（2024年2月27日）※宇野友恵 寄稿
- 美少女百選2024(TVガイドMOOK) （2024年3月21日）※横山実郁 掲載
- 新潟古町100選（2024年4月4日）※宇野友恵 寄稿
- CULTIVATE BIBLE（2024年4月4日）※宇野友恵 寄稿

## 出演

### テレビ
- TeNYテレビ新潟「想い出喫茶 ヒッソリー」（毎月第3木曜日25:59-、2019年5月23日-2020年4月23日）[69][77]
  - 横山実郁が喫茶店のバイト役で出演
  - ロケ企画コーナー「RYUTistのバンドさんやろうよ！」RYUTistの4人が楽器を学び、RYUTist公演でのバンド演奏披露を目指す
- UX新潟テレビ21「早ミミ探検隊」（不定期出演）※佐藤乃々子出演
- TeNYテレビ新潟「ろうきんpresents 笑顔をつなぐTV 〜もっと知って！ろうきん〜」（2019年8月24日）※ナレーションを佐藤乃々子が担当
- NST新潟総合テレビ「八千代コースター」（不定期出演）※主にロケ等のVTR出演
- BSN新潟放送「土曜ランチTV なじラテ。」（不定期出演）※横山実郁出演

### ラジオ
- FM PORT「GGラジオ」（毎月最終金曜24:00-25:00）※コーナー「お願い！RYUTist」に出演
- TBSラジオ「アフター6ジャンクション」（2018年7月19日・2019年4月22日・2023年2月22日）※ライブ音源「センシティブサイン(RYUTist × シンリズム× Orangeade LIVE at AFTER 6 JUNCTION Ver.)」が2019年10月2日配信リリース[78]
- FM NIIGATA「RYUTist 東港線もどかしルーム」（毎週月曜21:30-21:55、2021年8月2日-2024年3月25日）[79][80]※メンバー1名が週替わりで出演

### CM
- 新潟県赤十字血液センター
- 新潟ろうきん[81]（2017年 - ）
- JU新潟（新潟県中古自動車販売協会）
- ケイバッカ（川内自動車グループ）※横山実郁出演
- 新潟県北陸酪連「新潟県産牛乳」
- 自殺予防キャンペーン（新潟県）
- 株式会社ZERO STYLE ※佐藤乃々子出演

### その他
- 映画「ペーパーロード」に出演（2012年3月）
- 新潟県交通安全広報イメージキャラクター[82]
- UX新潟テレビ21「Team ECO」応援団（イメージソング）
- UX新潟テレビ21「ヤンごとなき！」（エンディングテーマ）
- 連載「CHEERZ for スゴ得」（NTTドコモ）※佐藤乃々子と五十嵐夢羽が担当[59]
- 連載「RYUTist to Artist」（Komachi MAG.、2019年）[28]
- 連載「RYUTist宇野友恵の「好き」よファルセットで届け!」（Mikiki、2019年 -）[62]
- 「新潟手帳2020」RYUTistコラボ表紙バージョン（第一印刷所、2019年）
- AbemaTV「矢口真里の火曜The NIGHT」（2019年7月16日）公式アーカイブ - YouTube
- 北越工業エアマン サマーフェスティバル
- 新潟県知事選挙イメージキャラクター（2022年5月）※横山実郁が就任、オリジナルソング歌唱とCM出演等
- 連載「RYUTistが究めたい」（旧タイトル「RYUTistがやってみました！」）（月刊にいがた）
- 安田瓦協同組合「伝統の安田瓦～粘土から焼き瓦ができるまで～」（2023年6月）※横山実郁がオリジナルソング歌唱と声優出演　伝統の安田瓦～粘土から焼き瓦ができるまで～ - YouTube
- THE CREATORS 「#7 横山 実郁」